# Balzar kanton
Balzar kanton Ecuador csendes-óceáni partvidékén található, Guayas tartomány északi részén. Közigazgatási központja Balzar. A kanton népessége a 2001-es népszámlálás adatai alapján 48 470 fő volt.

## Fordítás
Ez a szócikk részben vagy egészben  a   Balzar Canton című angol Wikipédia-szócikk ezen változatának fordításán alapul.  Az eredeti cikk szerkesztőit annak laptörténete sorolja fel. Ez a jelzés csupán a megfogalmazás eredetét és a szerzői jogokat jelzi, nem szolgál a cikkben szereplő információk forrásmegjelöléseként.